# Matthew Hale

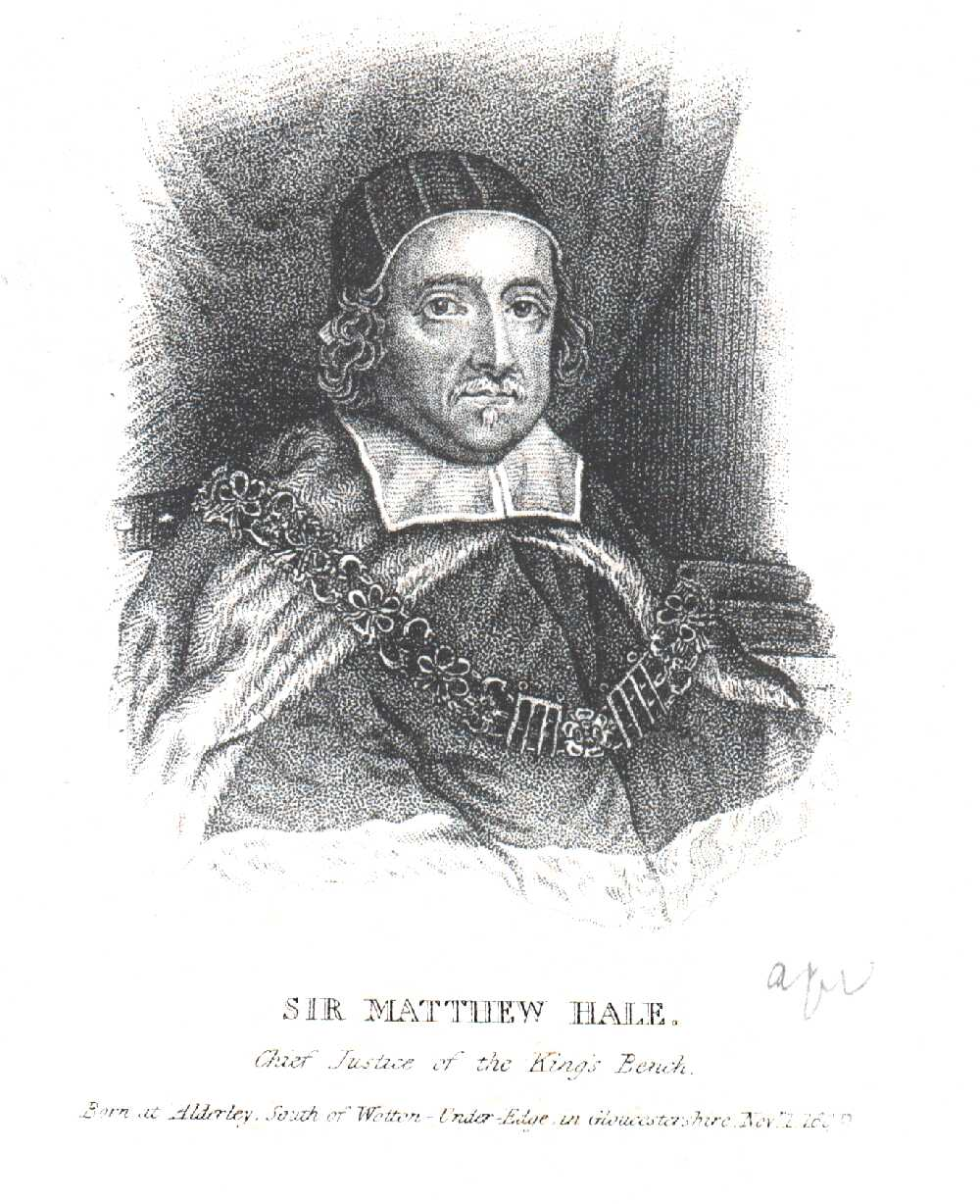
Matthew Hale

Matthew Hale (* 1. November 1609 in Alderley, Gloucestershire; † 25. Dezember 1676 ebenda) war ein Rechtsgelehrter und Staatsmann.
Matthew Hale wurde unter Karl I. Sachwalter, 1652 Sergeant at law und 1653 Richter am Court of Common Pleas. 1671 wurde er von Karl II. zum Lord-Oberrichter am High Court of Justice (King’s Bench) ernannt.

## Werke (Auswahl)
- History of the common law of England. 6. Ausg. London 1820.
- Moral and religious Works. London 1805 (2 Bde., hrsg. von Thirlwall).
- Der erste Anfang oder das ursprüngliche Herkommen des menschlichen Geschlechts. Übersetzt von Heinrich Schmettau. Schultze, Cölln 1683 (Digitalisat).